# Júlio César de Souza Santos
Júlio César de Souza Santos (São Paulo, 27 de outubro de 1984), é um ex-futebolista brasileiro que atuava como goleiro.

## Carreira

### O início no Futebol
Nascido em São Paulo, Júlio César começou a jogar futebol ainda muito pequeno, nas ruas do bairro do Tucuruvi, Zona Norte de São Paulo. Aos 9 anos de idade já defendia as cores do Clube de Campo Associação Atlética Guapira.
Aos 15 anos de idade, em um amistoso entre Corinthians e Guapira, Júlio foi convidado por um olheiro a treinar nas categorias de base do Corinthians em caráter de avaliação, a partir dai, Júlio passa a fazer parte da equipe de juniores do Sport Club Corinthians Paulista.
Nas categorias de base, Júlio César começa a ganhar destaque após uma série de vitórias da equipe e a conquista de dois títulos, em 2004 e 2005, da Copa São Paulo de Futebol Júnior, Júlio passa a integrar o elenco de futebol profissional do Corinthians.

### Entre os profissionais do Corinthians
Em 2005, o Corinthians passava por um momento difícil, o goleiro titular, Fábio Costa, tinha sido barrado pelo técnico, Daniel Passarella, e o reserva Tiago, tinha sido escalado para a partida contra o São Paulo FC. O reserva Tiago, sofreu 5 gols na partida, que resultou na demissão do técnico Daniel Passarella. Tiago, atuou mais uma vez, e veio mais uma derrota, então surgiu a oportunidade para Júlio César estrear. Sua estreia na equipe principal veio no dia 22 de maio de 2005, com apenas 20 anos de idade, partida que o Corinthians venceu por 2 a 1 contra o Figueirense. Porém a titularidade durou apenas um jogo e logo voltou a reserva. Teve dificuldades para aparecer, principalmente após um outro goleiro da base, Marcelo conquistar a titularidade. O Corinthians acabou sendo campeão do Campeonato Brasileiro em 2005, Júlio César atuou apenas uma vez na temporada.
Após a saída de Fábio Costa em 2006, chegaram mais 5 goleiros em 3 anos. Em 2006, Silvio Luiz e Johnny Herrera deixaram Júlio sendo o 4º goleiro, além da chegada de Bruno, sendo que este nem chegou a jogar pelo time. Em 2007, chegaram Jean, que logo foi afastado, e Felipe.
Júlio César somente teria uma chance novamente de atuar pelo Timão em 2008 após a saída de Marcelo, aliada a lesão do goleiro titular, Felipe, ele participou de jogos do campeonato paulista contra Ponte Preta e Palmeiras, com boas atuações. Com as falhas do goleiro Felipe na final da Copa do Brasil, Júlio César ganhou a posição de goleiro titular da equipe, durante alguns jogos da Série B. No dia 21 de junho de 2008, no jogo contra a Ponte Preta, Júlio César pega um penalti, cobrado por Luiz Ricardo. Curiosamente, o mesmo Luiz Ricardo quem o goleiro havia pegado outro penalti em 2004, quando ambos ainda estavam nas categorias de base. Mesmo com suas boas atuações, Júlio César voltou a posição de goleiro reserva com a volta de Felipe ao gol do Corinthians.
Em 2010, após discussões com o presidente do clube, o goleiro Felipe deixa o Corinthians para jogar na Europa, e após anos de espera, Júlio César finalmente consegue a titularidade, temporariamente, enquanto o Corinthians buscava outro goleiro. Após jogar a Copa do Mundo de 2010 como reserva da Seleção Paraguaia, Aldo Bobadilla foi contratado pelo Corinthians, este porém, nem chegou a atuar com a camisa do clube, Júlio César vivia o melhor momento de sua carreira, fazendo grandes defesas e conseguindo a titularidade definitiva.
Em 2011, apesar de criticado pela torcida devido após falhar na final do Campeonato Paulista e sofrer o centésimo gol de Rogério Ceni, goleiro do rival São Paulo, Júlio César viveu um episódio que para sempre ficará marcado na memória dos torcedores corintianos. No dia 20 de julho de 2011, no jogo entre Botafogo x Corinthians válido pela 10° rodada do Campeonato Brasileiro de 2011, Júlio César sofreu uma grave fratura exposta no dedo mínimo de sua mão esquerda, e continuou no jogo sabendo que o Corinthians já havia feito suas 3 substituições. Então seria a grande chance do goleiro Renan jogar e quem sabe tomar a vaga de titular de Júlio, mas Renan tem péssimas atuações nos seus 3 primeiros jogos e perde a vaga para o terceiro goleiro, Danilo Fernandes. Depois de recuperado Júlio César retorna a posição de titular.
No dia 12 de outubro de 2011, Júlio César entrou em campo pela centésima vez defendendo o Corinthians, e foi homenageado, recebeu a camisa de número 100. O Corinthians acabou perdendo a partida por 2 a 0, diante do Botafogo, no Pacaembu. Júlio César superou as críticas sofridas por parte da torcida, e terminou o ano de 2011 como o melhor de sua carreira, até então, firmado como titular absoluto, ajudou a equipe a conquistar o Campeonato Brasileiro de 2011.
Terminou o ano de 2011 com um total de 109 partidas disputadas pelo Corinthians em toda sua carreira.
No ano de 2012, em uma partida válida pelas quartas de final do Campeonato Paulista, o Corinthians foi eliminado pela Ponte Preta e Júlio César falhou em dois dos três gols sofridos sendo muito cobrado, e foi barrado pelo técnico Tite do time titular do Timão.. Assim a chance do antes 3º goleiro Cássio de agarrar a posição logo num jogo contra o Emelec nas oitavas de final da Libertadores deste ano. E Cássio jogou muito bem tanto que ficou com a posição de titular. Bastou a Júlio César se contentar em revezar com Danilo Fernandes pela reserva.
Em 21 de janeiro de 2013, depois de ser hostilizado e ironizado por corintianos via Twitter pelo gol sofrido diante do Paulista de Jundiaí, na estreia do Paulistão, Júlio César deletou seu perfil (@julioc_goleiro) na rede social.

### Náutico
No dia 7 de julho de 2014 o Corinthians liberou o jogador para assinar um contrato por empréstimo com o Náutico, até o final da Série B. No dia 16 de dezembro de 2014, renovou seu contrato com o Náutico para o ano de 2015. Renovou com o clube para 2016 após uma campanha de destaque na série B mesmo sem conseguir o acesso.

### Santa Cruz
No dia 22 de dezembro de 2016 é anunciado como novo reforço do Santa Cruz para a temporada 2017.

### Red Bull Bragantino
Em 18 de dezembro de 2017, o Red Bull Brasil hoje Red Bull Bragantino anunciou a contratação de Júlio César. O contrato do atleta vale até o fim do Campeonato Paulista de 2018.
Júlio fez parte da equipe de Bragança, além de ter sido fundamental na conquista do Campeonato Brasileiro da Série B em 2019.
Em 13 de novembro de 2022, Júlio César anunciou sua aposentadoria nas redes sociais. Aos 38 anos. Pelo Bragantino o goleiro entrou em campo em 68 partidas.

## Estatísticas
Atualizado até 26 de fevereiro de 2018.

### Clubes
| Clube           | Temporada | Campeonato nacional¹ | Campeonato nacional¹ | Copa nacional | Copa nacional | Competições continentais² | Competições continentais² | Outros torneios³ | Outros torneios³ | Total | Total |
| Clube           | Temporada | Jogos                | Gols                 | Jogos         | Gols          | Jogos                     | Gols                      | Jogos            | Gols             | Jogos | Gols  |
| --------------- | --------- | -------------------- | -------------------- | ------------- | ------------- | ------------------------- | ------------------------- | ---------------- | ---------------- | ----- | ----- |
| Corinthians     | 2003      | 1                    | 0                    | 0             | 0             | 0                         | 0                         | 1                | 0                | 2     | 0     |
| Corinthians     | 2006      | 0                    | 0                    | —             | —             | 0                         | 0                         | 0                | 0                | 0     | 0     |
| Corinthians     | 2007      | 0                    | 0                    | 0             | 0             | 0                         | 0                         | 0                | 0                | 0     | 0     |
| Corinthians     | 2008      | 4                    | 0                    | 0             | 0             | —                         | —                         | 4                | 0                | 8     | 0     |
| Corinthians     | 2009      | 4                    | 0                    | 0             | 0             | —                         | —                         | 0                | 0                | 4     | 0     |
| Corinthians     | 2010      | 31                   | 0                    | —             | —             | 3                         | 0                         | 4                | 0                | 38    | 0     |
| Corinthians     | 2011      | 33                   | 0                    | —             | —             | 2                         | 0                         | 22               | 0                | 57    | 0     |
| Corinthians     | 2012      | 4                    | 0                    | —             | —             | 6                         | 0                         | 17               | 0                | 27    | 0     |
| Corinthians     | 2013      | 0                    | 0                    | 0             | 0             | 1                         | 0                         | 4                | 0                | 5     | 0     |
| Corinthians     | 2014      | 0                    | 0                    | 0             | 0             | 0                         | 0                         | 0                | 0                | 0     | 0     |
| Corinthians     | Total     | 77                   | 0                    | 0             | 0             | 12                        | 0                         | 52               | 0                | 141   | 0     |
| Náutico         | 2014      | 24                   | 0                    | 0             | 0             | —                         | —                         | 0                | 0                | 24    | 0     |
| Náutico         | 2015      | 36                   | 0                    | 5             | 0             | —                         | —                         | 18               | 0                | 59    | 0     |
| Náutico         | 2016      | 36                   | 0                    | 2             | 0             | —                         | —                         | 14               | 0                | 52    | 0     |
| Náutico         | Total     | 96                   | 0                    | 7             | 0             | —                         | —                         | 32               | 0                | 135   | 0     |
| Santa Cruz      | 2017      | 35                   | 0                    | 2             | 0             | —                         | —                         | 20               | 0                | 57    | 0     |
| Santa Cruz      | Total     | 35                   | 0                    | 2             | 0             | —                         | —                         | 20               | 0                | 57    | 0     |
| Red Bull Brasil | 2017      | 0                    | 0                    | 0             | 0             | —                         | —                         | 9                | 0                | 9     | 0     |
| Red Bull Brasil | Total     | 0                    | 0                    | 0             | 0             | —                         | —                         | 9                | 0                | 9     | 0     |
| Total           | Total     | 208                  | 0                    | 9             | 0             | 32                        | 0                         | 131              | 0                | 342   | 0     |

¹Estão incluídos jogos e gols do Campeonato Brasileiro (Séries A e B)
²Estão incluídos jogos e gols da Copa Sul-Americana, Copa Libertadores e Recopa Sul-Americana
³Estão incluídos jogos e gols pelo Campeonato Paulista, Campeonato Pernambucano, Copa do Nordeste, Copa do Mundo de Clubes da FIFA, Torneios Amistosos e Amistosos

## Títulos
Corinthians
- Copa São Paulo de Futebol Júnior: 2004, 2005
- Campeonato Brasileiro: 2005, 2011
- Campeonato Brasileiro Série B: 2008
- Campeonato Paulista: 2009, 2013
- Copa do Brasil: 2009
- Copa Libertadores da América: 2012
- Copa do Mundo de Clubes da FIFA: 2012
- Recopa Sul-Americana: 2013

Santa Cruz
- Taça Asa Branca: 2017

Red Bull Brasil
- Campeonato Paulista do Interior: 2019

Red Bull Bragantino
- Campeonato Brasileiro - Série B: 2019
- Campeonato Paulista do Interior: 2020

## Prêmios Individuais
- Melhor Goleiro do Campeonato Brasileiro (Troféu Mesa Redonda): 2010 e 2011